# Siegfried Hausner
Siegfried Hausner (Selb, Baviera, RF d'Alemanya, 24 de gener de 1952 - Stuttgart, 5 de maig de 1975) fou un activista polític comunista alemany, membre del Col·lectiu Socialista de Pacients i després de l'organització armada Fracció de l'Exèrcit Roig.

## Trajectòria
Hausner nasqué el 24 de gener de 1952 a la ciutat alemanya de Selb, a l'estat de Baviera. S'inicià en l'activisme d'extrema esquerra a Heidelberg com a militant del Col·lectiu Socialista de Pacients (SPK). El 19 de desembre de 1972, en el primer judici realitzat a membres de l'organització, fou sentenciat a tres anys de presó. Després de ser alliberat el 1974, ingressà a les files de la Fracció de l'Exèrcit Roig (RAF), tal com feren altres membres de l'SPK.

### Atemptat a Suècia
L'any 1975, Siegfried Haag l'escollí per a dirigir el grup, conegut com a «escamot Holger Meins», que realitzà l'assalt i la presa d'ostatges de l'ambaixada de l'Alemanya Occidental a Estocolm per tal de forçar l'alliberament de 26 dels seus companys de la RAF. Hausner estigué a càrrec del cablejat dels explosius però, dotze hores després de l'ocupació, les càrregues (15 quilograms de TNT) detonaren, aparentment de forma accidental. Hausner resultà greument ferit per l'explosió, amb cremades de més del 40% del cos i una fractura de crani. Tot i les advertències en contra dels metges suecs, fou immediatament traslladat a l'Alemanya Occidental i hospitalitzat a la presó de Stammheim, un centre que no tenia l'equip ni el personal especialitzat per a tractar les greus cremades del jove. Segons el sots-cap de la presó, Horst Bubeck, Hausner no tenia «cap possibilitat de sobreviure, com els metges van veure de seguida». Morí el 5 de maig de 1975 a la presó, als 23 anys, per culpa d'un edema pulmonar.
El seu excessiu urgent trasllat a l'Alemanya Occidental, la qualitat del tractament rebut a Stammheim i la seva posterior mort portaren a assenyalar, com a culpables, tant al govern federal alemany per haver-lo mort com al govern suec per haver acceptat la deportació tot i estar greument ferit. Després de la seva mort, Hausner es convertí en màrtir de la causa, juntament amb altres membres de la RAF, com Holger Meins i Petra Schelm.

### Llegat
Quan Siegfried Buback fou assassinat l'abril de 1977, la RAF brindà l'acció en honor d'Ulrike Meinhof i Siegfried Hausner. A la gravació de vídeo final del segrest de l'industrial alemany Hanns Martin Schleyer, realitzat abans del seu assassinat per la RAF l'octubre de 1977, s'aprecia una pancarta sostinguda per Schleyer amb la inscripció «Commando Siegfried Hausner» ("escamot Siegfried Hausner"), en honor del militant mort.
L'any 1986, el portaveu oficial de la fiscalia federal alemanya, Alexander Prechtel, manifestà que l'assassinat del primer ministre suec Olof Palme, el 28 de febrer de 1986, fou una represàlia de la RAF per haver permès que Hausner fos deportat.